# Naoki Yoshida
吉田 直樹
Naoki Yoshida (吉田 直樹, Yoshida Naoki), aussi connu sous le surnom de Yoshi-P, est un producteur de jeu vidéo japonais, réalisateur et concepteur travaillant pour Square Enix. Il est principalement connu pour son travail sur les jeux de rôle massivement multijoueur, comme chef de planning sur Dragon Quest X, et en tant que réalisateur et producteur de Final Fantasy XIV: A Realm Reborn. 
Il fut choisi pour sauver la version originale de Final Fantasy XIV de son lancement désastreux. Naoki Yoshida est chef de direction chez Square Enix, chef de la Division 5 des affaires de Square Enix et fait partie du comité Final Fantasy qui s'occupe de maintenir les sorties des franchises ainsi que de leur contenu cohérent.

## Biographie

### Débuts
Naoki Yoshida rejoint l'industrie du jeu vidéo en 1993, et commence sa carrière chez Hudson Soft, où il est, d'abord, affecté à la création du PC-Engine. Plus tard, il participe, en tant que scénariste dans la série des Far East of Eden et en tant que concepteur de jeux dans la série Bomberman. Après avoir quitté Hudson Soft, il travaille dans plusieurs petits studios de jeux vidéo pendant cinq ans.

### Carrière chez Square Enix
Naoki Yoshida rejoint finalement Square Enix en 2004, et devient directeur de la série Dragon Quest: Monster Battle Road ainsi que concepteur de Dragon Quest X au début de sa conception. 
En décembre 2010, il est retiré de l'équipe de Dragon Quest et placé responsable de l'équipe qui a développé le jeu de rôle massivement multijoueur Final Fantasy XIV, et qui n'avait eu aucun succès depuis son lancement quelques mois avant. Le président de la compagnie, Yoichi Wada attribue cette décision à l'expérience de Yoshida, de ses compétences de leader charismatique et de sa volonté passionnelle de satisfaire les clients. Yoshida n'était familier avec aucun des membres de l'équipe s'occupant du jeu, il a donc dû démontrer son dévouement pour le projet en gagnant d'abord leur confiance en tant que directeur. Il discutera ensuite avec les développeurs, individuellement, afin de connaître leurs idées pour apporter des améliorations à la nouvelle version connu sous le nom de Final Fantasy XIV: A Realm Reborn. 
Il procède à la description des objectifs précis à atteindre pour l'ensemble de l'équipe. Yoshida tire l'inspiration de son enthousiasme de longue durée pour les jeux de rôles massivement multijoueurs auxquels il avait joué, comme Ultima Online, EverQuest, Dark Age of Camelot, World of Warcraft, Warhammer Online, Rift, Star Wars: The Old Republic et Guild Wars 2. À la suite de sa direction, les analystes et les commentateurs ont crédité Yoshida comme étant le « sauveur » du projet Final Fantasy XIV ,,,.

## Jeux vidéo
| Année | Titre                                                           | Plate-forme                                                  | Crédit(s)                  |
| ----- | --------------------------------------------------------------- | ------------------------------------------------------------ | -------------------------- |
| 1998  | Star Soldier: Vanishing Earth                                   | Nintendo 64                                                  | Remerciements              |
| 1999  | Bomberman 64: The Second Attack                                 | Nintendo 64                                                  | Directeur du mode histoire |
| 2007  | Dragon Quest: Monster Battle Road                               | Arcade                                                       | Directeur                  |
| 2007  | Dragon Quest Swords: The Masked Queen and the Tower of Mirrors  | Wii                                                          | Remerciements              |
| 2008  | Dragon Quest: Monster Battle Road II Legend                     | Arcade                                                       | Directeur                  |
| 2010  | Dragon Quest: Monster Battle Road Victory                       | Wii                                                          | Directeur                  |
| 2012  | Dragon Quest X                                                  | Wii, Wii U                                                   | Plans                      |
| 2013  | Final Fantasy XIV: A Realm Reborn                               | Windows, PlayStation 3, PlayStation 4, macOS                 | Producteur, directeur      |
| 2015  | Final Fantasy XIV: Heavensward                                  | Windows, PlayStation 4, PlayStation 3, macOS                 | Producteur, directeur      |
| 2015  | Final Fantasy: Brave Exvius                                     | iOS, Android                                                 | Remerciements              |
| 2015  | Final Fantasy XI: Rhapsodies of Vana'diel                       | Windows, Xbox 360, PlayStation 2                             | Division exécutive         |
| 2016  | Dragon Quest Builders                                           | PlayStation 4, PlayStation 3, PlayStation Vita               | Division exécutive         |
| 2016  | Kingsglaive: Final Fantasy XV                                   | Film                                                         | Remerciements              |
| 2016  | Final Fantasy XV                                                | Windows, PlayStation 4, Xbox One                             | Remerciements              |
| 2017  | Final Fantasy XIV: Stormblood                                   | Windows, PlayStation 4, macOS                                | Producteur, directeur      |
| 2017  | Itadaki Street: Dragon Quest and Final Fantasy 30th Anniversary | PlayStation 4, PlayStation Vita                              | Remerciements              |
| 2017  | Final Fantasy Dimensions II                                     | iOS, Android                                                 | Remerciements              |
| 2018  | Dissidia Final Fantasy NT                                       | Windows, PlayStation 4                                       | Remerciements              |
| 2018  | Dragon Quest Builders 2                                         | Windows, PlayStation 4, Xbox One, Nintendo Switch            | Division éxecutive         |
| 2019  | Final Fantasy XIV: Shadowbringers                               | Windows, PlayStation 4, macOS                                | Producteur, directeur      |
| 2021  | Final Fantasy XIV: Endwalker                                    | Windows, PlayStation 4, PlayStation 5, macOS                 | Producteur, directeur      |
| 2022  | Stranger of Paradise Final Fantasy Origin                       | Windows, PlayStation 4, PlayStation 5, Xbox One, Xbox Series | Remerciements              |
| 2023  | Theatrhythm Final Bar Line                                      | PlayStation 4, Nintendo Switch                               | Remerciements              |
| 2023  | Final Fantasy XVI                                               | PlayStation 5                                                | Producteur                 |
| 2024  | Final Fantasy XIV: Dawntrail                                    | Windows, PlayStation 4, PlayStation 5, Xbox Series, macOS    | Producteur, directeur      |